# シンデレラ (岡田有希子のアルバム)
『シンデレラ』は、1984年9月5日にリリースされた、岡田有希子の1枚目のスタジオ・アルバム。レコードが9月5日に、CDが同年12月21日にリリースされた。

## 概要
プロデュースは渡辺有三が担当した。編曲は萩田光雄、清水信之、大村雅朗が担当している。
アルバムタイトルとジャケットデザインは、デビュー時のキャッチフレーズ「ステキの国からやって来たリトル・プリンセス」に合わせたもので、デビューシングル『ファースト・デイト』と同様にドレスをまとい、遊園地のメリーゴーランドなどを背景に撮影されている。
当アルバム収録曲では、竹内まりや作詞・作曲の「憧れ」が、後年発売されたファンリクエストアルバムでもシングル曲を超えて上位に選出され、2019年9月4日発売の竹内自身のベスト&レアトラック集『Turntable』では、竹内によるセルフカバーが収録された。また、アルバム『シンデレラ』発売イベントで歌唱された「ソネット」も、リクエスト上位に選出された。

## 再発売
2015年9月16日にはポニーキャニオンから、UHQCD（Ultra High Quality CD、高音質CD）リマスター盤で再発売され、ボーナストラックとして「そよ風はペパーミント」「恋のダブルス」の2曲（ファースト・セカンドシングルのB面曲）が追加された。
これは岡田のアルバム再発売企画として、生前にリリースしたスタジオ・アルバム『FAIRY』『十月の人魚』『ヴィーナス誕生』、新編集のアルバム未収録集『プレゼント』とともに、5枚同時に再発売されたものである。過去にも岡田のベスト・アルバムやCD-BOXは発売されてきたが、オリジナル・アルバム単位では初の再発売となり、それぞれボーナストラックとして、シングルB面曲が追加収録された。シングルレコードサイズの紙ジャケット仕様で、LPレコードのジャケットデザインや帯、歌詞カードなども忠実に再現された。また同時に、ハイレゾ音源も配信開始されている。

## 規格品番
規格品番は以下のとおり。
1984年盤
- LP：C28A0361、CD：D35A0052、CT：28P6358

2015年版
- UHQCD：PCCA-50212

## 収録曲
1. さよなら・夏休み
  - 作詞・作曲：竹内まりや　編曲：清水信之
2. リトル プリンセス
  - 作詞・作曲：竹内まりや　編曲：大村雅朗
3. 彼はハリケーン
  - 作詞：EPO　作曲・編曲：清水信之
4. 丘の上のハイスクール
  - 作詞：康珍化　作曲・編曲：萩田光雄
5. 潮風のラブ・レター
  - 作詞：康珍化　作曲：白井良明　編曲：清水信之
6. 風の中のカフェテラス
  - 作詞：三浦徳子　作曲：岡田徹　編曲：清水信之
7. 憧れ
  - 作詞・作曲：竹内まりや　編曲：萩田光雄
8. Plastic Girl
  - 作詞・作曲：山口美央子　編曲：萩田光雄
9. ソネット
  - 作詞：吉沢久美子　作曲：梅垣達志　編曲：萩田光雄
10. ファースト・デイト
  - 作詞・作曲：竹内まりや　編曲：萩田光雄

### ボーナス・トラック (2015)
1. そよ風はペパーミント
  - 作詞：田口俊　作曲・編曲：大村雅朗

シングル『ファースト・デイト』B面曲。
2. 恋のダブルス
  - 作詞 : 康珍化、作曲・編曲 : 萩田光雄

シングル『リトル プリンセス』B面曲。